# Четвртасти бутни мишић
Четвртасти бутни мишић 

## Галерија
- Right femur. Posterior surface.
- Structures surrounding right hip-joint.
- Nerves of the right lower extremity Posterior view.
- Quadratus femoris muscle
- Muscles of Thigh. Anterior views.